# António da Encarnação
Antonio de Encarnação (Évora, 1595 – Benfica, 1665) è stato un teologo portoghese.
Domenicano, fu missionario in India ed Armenia. Fu autore di varie relazioni e biografo di Luís de Sousa, del quale scrisse una Vida e pubblicò la seconda parte della sua História de S. Domingos.